# Dragon Ball Z : À la poursuite de Garlic
 (mai 2024).
Dragon Ball Z : À la poursuite de Garlic (ドラゴンボールＺ オラの悟飯をかえせッ！！, Doragon Bōru Zetto: Ora no Gohan o kaese!!, littéralement « Dragon Ball Z : Rends-moi Gohan !! »), sorti en salle au Japon sous le simple titre de Dragon Ball Z, est un film d’animation japonais, adaptation du manga d’Akira Toriyama, réalisé par Daisuke Nishio, sorti en 1989. Il s'agit d'un film de la franchise Dragon Ball produit et sorti en parallèle de la série Dragon Ball Z.

## Synopsis
Alors qu'il s'entraîne dans un désert, Piccolo se fait attaquer par Ginger, Nikkî, Senshô et Garlic Junior. Ces derniers, après avoir assommé Chichi et Gyûmao, enlèvent ensuite Son Gohan pour lui dérober la Dragon Ball à quatre étoiles, aidant leur maître à rassembler les six Dragon Balls restantes. Celui-ci émet le souhait d'obtenir l'immortalité, exaucé par Shenron. C'est à ce moment-là que Son Goku, rejoint par le Tout-Puissant, intervient. Le Saiyan affronte seul les trois subordonnés de Garlic, pendant que le second se charge du chef. Le premier reçoit ensuite le renfort de Krilin... et celui de Piccolo. 
Le Namek élimine facilement Senshô, pendant que Goku se débarrasse de Ginger et Nikkî. Les deux ennemis s'allient temporairement pour combattre Garlic, mais leur adversaire créé une dimension spatio-temporelle pour les y envoyer. Son Gohan pousse un cri tellement puissant, qu'il réussit à enfermer l'ennemi dans sa propre dimension. En voyant le potentiel de son fils, Son Goku préfère attendre le meilleur moment pour en parler à sa femme. 

## Fiche technique
- Titre original : ドラゴンボールＺ オラの悟飯をかえせッ！！ (Doragon Bōru Zetto Ora no Gohan o Kaese!!)
- Titre français : Dragon Ball Z : À la poursuite de Garlic
- Réalisation : Daisuke Nishio
- Scénario : Takao Koyama, adapté du manga Dragon Ball d’Akira Toriyama
- Direction artistique : Yûji Ikeda
- Compositeur : Shunsuke Kikuchi
- Producteurs :
  - Gen Fukunaga, Hideki Goto (producteurs exécutifs)
  - Kôzô Morishita, Hiroe Tsukamoto (producteurs)
- Société de production : Toei Animation
- Pays d’origine :  Japon
- Format : Couleurs
- Genre : Aventure, fantastique
- Durée : 50 minutes
- Date de sortie : 15 juillet 1989

## Distribution
- Takeshi Aono (VF : Georges Lycan) : Tout-Puissant
- Shigeru Chiba (VF : Éric Legrand) : Nikkî
- Toshio Furukawa (VF : Philippe Ariotti) : Piccolo
- Daisuke Gōri (VF : Georges Lycan) : Gyumao
- Yukitoshi Hori (VF : Philippe Ariotti) : Sanshô
- Akira Kamiya (VF : Pierre Trabaud) : Garlic Junior
- Kōhei Miyauchi (VF : Pierre Trabaud) : Kamé Sennin
- Masako Nozawa (VF : Patrick Borg) : Son Goku
- Masako Nozawa (VF : Brigitte Lecordier) : Son Gohan
- Mayumi Shō (VF : Céline Monsarrat) : Chichi
- Mayumi Tanaka (VF : Francine Lainé) : Krilin
- Kōji Totani (VF : Georges Lycan) : Ginger
- Hiromi Tsuru (VF : Céline Monsarrat) : Bulma
- Kenji Utsumi (VF : Georges Lycan) : Shenron
- Jōji Yanami (VF : Georges Lycan) : Narrateur

## Continuité dans l'histoire
L’histoire est censée se situer entre les séries d’animation Dragon Ball et Dragon Ball Z. Mais il y a des incohérences, comme Krilin qui connait l'existence de Son Gohan, alors qu'il est censé l'apprendre au début de Dragon Ball Z. Contrairement à un grand nombre de personnage, Garlic est l'un des rares méchants à apparaître à la fois dans un film et dans l'anime.

## Autour du film
Ce film est diffusé dans le cadre de la Toeï Anime Fair le 15 juillet 1989.